# SIAI-Marchetti SA-202
Il SIAI-Marchetti SA-202 Bravo era un monomotore da turismo ad ala bassa  progettato e prodotto in joint venture dall'azienda italiana SIAI-Marchetti e dalla svizzera Flug- und Fahrzeugwerke Altenrhein AG; da quest'ultima venne commercializzato con la denominazione AS-202 Bravo, negli anni settanta.

## Storia

### Sviluppo
Il SA-202 nacque dall'iniziativa dell'azienda italiana SIAI-Marchetti che nel 1967 avviò lo sviluppo di un velivolo leggero ad uso civile. Successivamente la SIAI-Marchetti intraprese un accordo di collaborazione con la svizzera Flug- und Fahrzeugwerke Altenrhein AG (più spesso indicata con la sigla FFA) in cui vennero stabilite le competenze di costruzione delle varie parti; in Italia sarebbero state prodotte le ali, il carrello d'atterraggio e si sarebbe installato il motore, mentre in Svizzera sarebbero state realizzate la fusoliera, la coda e le superfici di controllo, mantenendo entrambe la capacità di assemblaggio completo nei rispettivi impianti di produzione.

## Versioni
- AS/SA 202-10: versione motorizzata Lycoming O-235-C2A da 115 hp (86 kW).
- AS/SA 202-15: versione motorizzata Lycoming O-320-E2A da 150 hp (112 kW) abbinato ad un'elica a passo fisso e caratterizzato dalla possibilità di aggiungere un terzo posto opzionale sulla parte posteriore dell'abitacolo.
- AS/SA 202-18A: versione con piene capacità acrobatiche, motorizzata Lycoming AEIO-360-B1F da 180 hp (134 kW) abbinato ad un'elica a passo fisso, dotato del terzo posto di serie.
- AS/SA 202/26A: versione motorizzata Lycoming AEIO-540 da 260 hp (195 kW), prodotta fino ad ora in un solo esemplare.
- AS 32T Turbo Trainer: versione biposto con abitacoli in tandem, motorizzata con un turboelica Allison 250-B17C da 360 shp (268 kW), prodotta fino ad ora in un solo esemplare.

## Utilizzatori

### Civili
Finlandia
- Patria Pilot Training

ha operato con 9 esemplari dei quali uno risulta fuori servizio dal 2002, causa un incidente notturno all'aeroporto di Helsinki-Malmi in cui ha riportato danni tali da risultare irreparabili. Gli esemplari provengono da un lotto di 11 velivoli ex British Aerospace Flying College uno dei quali venne perso in Scozia. I rimanenti 10 vennero venduti ad una scuola di volo privata finlandese che successivamente venne acquisita dalla Patria tra il 2004 ed il 2005.
 Marocco
- Royal Air Maroc

opera con 5 esemplari.
 Oman
- Royal Flight of Oman

opera con 4 esemplari.
 Uganda
- Uganda Central Flying School

opera con 8 esemplari.

### Militari
Indonesia
- Tentara Nasional Indonesia Angkatan Udara

opera con 40 esemplari.
 Giordania
- Al-Quwwat al-Jawwiyya al-malikiyya al-Urdunniyya

 Iraq
- Al-Quwwat al-Jawwiyya al-'Iraqiyya

opera con 48 esemplari.
 Marocco
- Al-Quwwat al-Jawwiyya al-Malikiyya al-Maghribiyya

opera con 10 esemplari.
 Uganda
- Ugandan Air Force